# Алунішу (Димбовіца)
Алунішу (рум. Alunișu) — село у повіті Димбовіца в Румунії. Входить до складу комуни Корнецелу.
Село розташоване на відстані 43 км на північний захід від Бухареста, 31 км на південний схід від Тирговіште, 104 км на південь від Брашова.

## Населення
За даними перепису населення 2002 року у селі проживала 231 особа. Усі жителі села рідною мовою назвали румунську.
Національний склад населення села:
| Національність | Кількість осіб | Відсоток |
| -------------- | -------------- | -------- |
| цигани         | 126            | 54,5%    |
| румуни         | 105            | 45,5%    |